# Rage (roman)
Pour les articles homonymes, voir Rage.
Rage (titre original : Rage) est un roman de Stephen King écrit sous le nom de plume de Richard Bachman et édité en 1977. Dans ce roman, un lycéen tue son professeur et prend sa classe en otage, commençant avec les autres élèves une sorte de psychothérapie de groupe. C'est le premier roman que King a publié sous le pseudonyme de Bachman, et il a fait arrêter la publication de nouvelles éditions en 1999 après qu'un exemplaire a été trouvé dans le casier d'un lycéen ayant tué trois de ses camarades.

## Résumé
Un beau jour de mai, Charlie Decker, lycéen, est demandé au bureau du principal, qui discute avec lui de son agression sur son professeur de chimie qu'il a gravement blessé deux mois auparavant. Charlie provoque volontairement le principal, qui lui promet le renvoi. Avant de revenir en classe, Charlie prend un pistolet dans son casier, auquel il met le feu, et tue sans préavis sa professeur de mathématiques, Madame Underwood, prenant le reste de sa classe en otage. L'alerte au feu est déclenchée et Charlie tue un autre professeur venu voir ce qui se passait. Alors que la police arrive sur les lieux, Charlie commence une sorte de psychothérapie de groupe avec les autres élèves, parlant de son passé et notamment de ses rapports avec un père abusif et poussant les autres à confesser des secrets ou des expériences qu'ils gardaient pour eux. La plupart des lycéens retenus, sauf Ted Jones, commencent alors à se prêter au jeu, présentant les symptômes du syndrome de Stockholm.
Pendant quatre heures, Charlie humilie les figures de l'autorité tentant de négocier avec lui (le principal, le psychologue du lycée, le chef de la police) et interroge plusieurs de ses camarades, les amenant à dire tout ce qu'ils ont sur le cœur, quitte à provoquer des incidents entre certains d'entre eux. Au cours de la matinée, un tireur d'élite tente d'abattre Charlie mais la balle est arrêtée par le cadenas qu'il avait dans sa poche de poitrine. Finalement, Charlie pousse à bout, à force de le harceler de questions, Ted Jones, le seul lycéen qui refuse de jouer son jeu et le fait craquer. Jones essaie de s'enfuir mais les autres élèves l'en empêchent et s'en prennent à lui, le plongeant dans un état catatonique.
Après cela, Charlie libère toute la classe et, quand le chef de la police vient l'arrêter, il fait un geste volontairement menaçant pour le pousser à lui tirer dessus. Mais Charlie survit à ses blessures, et est interné dans un hôpital psychiatrique après avoir été jugé non responsable de ses actes par le tribunal.

## Genèse du roman
Stephen King écrit une première version de Rage durant sa dernière année de lycée, sous le titre Get It On, mais la laisse inachevée. Il termine le roman en 1971 mais, après il est refusé à la publication par Doubleday malgré l'intérêt de la maison d'édition. Il est finalement publié en 1977 sous le pseudonyme de Richard Bachman.

## Controverses
Le 26 avril 1988, Jeffrey Lyne Cox, un lycéen de San Gabriel, prend une classe en otage sous la menace d'un fusil avant d'être maîtrisé par des élèves. Cox avait lu Rage à de nombreuses reprises, au point de s'identifier au personnage principal.
Le 18 septembre 1989, Dustin L. Pierce, lycéen de McKee, dans le Kentucky, armé d'un fusil de chasse et de deux pistolets, prend également une classe en otage. Il finit par se rendre à la police neuf heures plus tard, sans qu'il n'y ait eu de blessés. La police trouve un exemplaire de Rage dans la chambre de Pierce.
Le 2 février 1996, à Moses Lake, dans l'État de Washington, Barry Loukaitis, quatorze ans, abat un professeur de mathématiques et deux élèves. Loukaitis souffrait de dépression, d'un trouble du déficit de l'attention, avait d'importants problèmes familiaux et s'était fait humilier quelques jours auparavant par l'un des deux élèves tués. Cependant, Loukaitis dit lors de son procès avoir été influencé par différentes œuvres de fiction, dont Rage.
Le 1er décembre 1997, à West Paducah, dans le Kentucky, Michael Carneal, âgé de quatorze ans, ouvre le feu à huit reprises sur un groupe de prière de son école, tuant trois jeunes filles et en blessant cinq autres. Après son arrestation, une schizophrénie est diagnostiquée chez Carneal. Un exemplaire de Rage est retrouvé dans son casier.
À la suite de cette dernière tragédie, ainsi que de la fusillade du lycée Columbine, Stephen King demande alors à son éditeur d'arrêter la publication du roman. Il indique dans une conférence sur la violence dans les écoles qu'il a pris cette décision avec plus de soulagement que de regret car, même si son roman n'était certainement pas l'un des principaux facteurs dans ce genre d'actions meurtrières, cela pouvait être un facteur potentialisant pour des adolescents mentalement instables. King remarque aussi que ce n'est pas un roman, un film ou un disque qui sont les principaux facteurs conduisant à la violence, car la fiction ne fait que reproduire la violence déjà existante dans la réalité, mais que le véritable problème se situe dans la facilité qu'il y a à se procurer des armes à feu aux États-Unis.

## Personnages
- Charles « Charlie » Everett Decker : adolescent tourmenté qui est le personnage principal du livre.
- Ted Jones : seul lycéen à vouloir résister à Charlie lors de sa prise d'otages.
- Joe McKennedy : meilleur ami de Charlie.
- Tom Denver : principal du lycée.
- M. Grace : psychothérapeute du lycée que Charlie est forcé d'aller voir.
- Franck Philbrick : chef de la police du Maine.
- Mme Jean Underwood : le professeur de maths que Charlie tue au début du roman.
- Carl Decker : père de Charlie avec lequel il a une relation compliquée.